# 石头霍氏家庙祠堂群
石头霍氏家庙祠堂群，位于中国广东省佛山市禅城区澜石石头乡，类型为古建筑，1998年4月30日公布为佛山市文物保护单位，登录名为霍氏大宗祠。2006年10月25日重新公布时更改登录名为石头霍氏家庙祠堂群。
霍氏大宗祠的历史年代为明—清。